# Georg Weber (Historiker)

Georg Weber

Georg Weber (* 10. Februar 1808 in Bergzabern; † 10. August 1888 in Heidelberg) war ein deutscher Historiker, Klassischer Philologe und Germanist. Er studierte Philologie und Geschichte und wurde danach Gymnasiallehrer.

## Leben

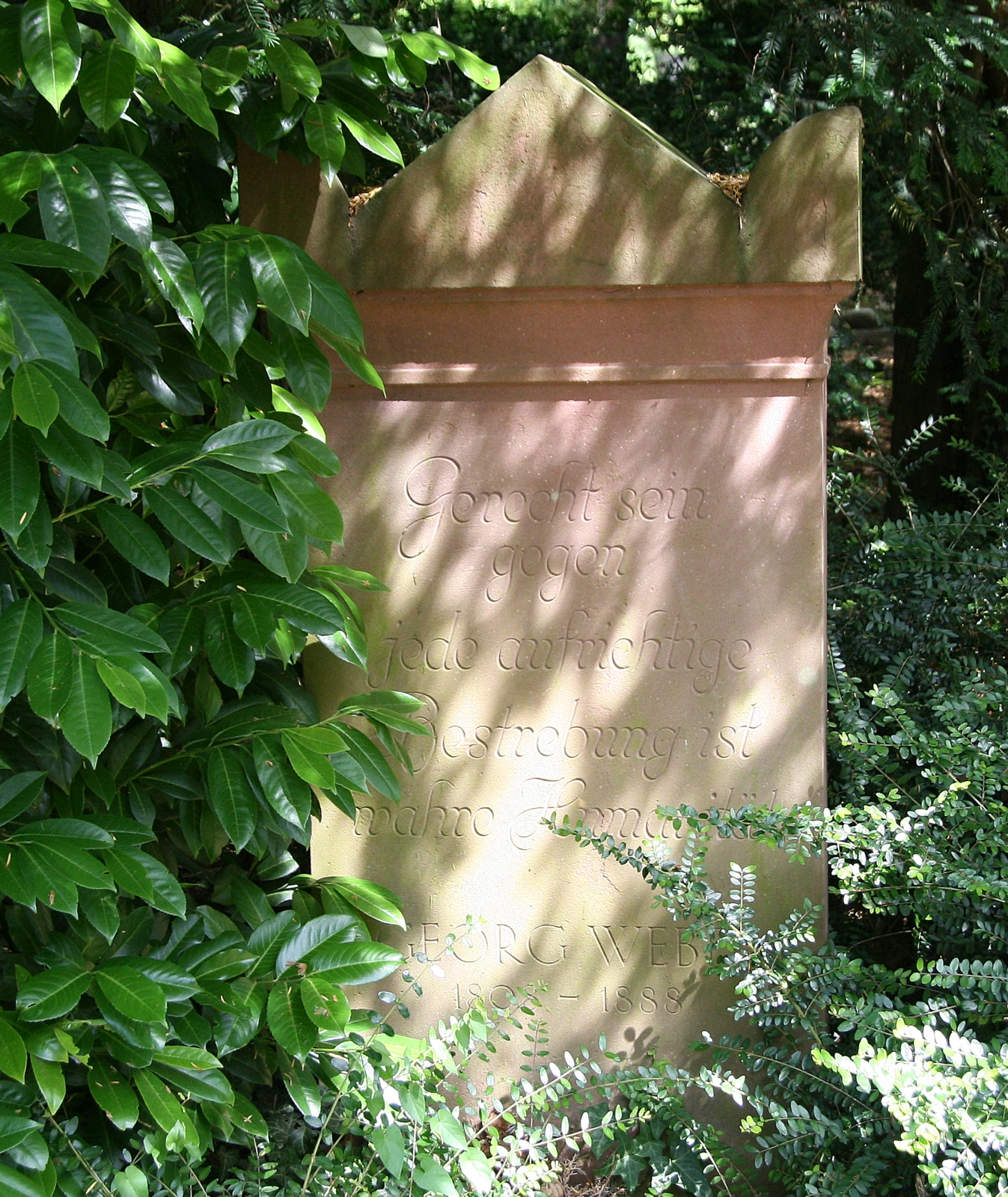
Das Grabmal von Georg Weber, eine Sandsteinstele auf dem Heidelberger Bergfriedhof in der (Abt. L)

Aufgewachsen in Bergzabern besuchte Georg Weber von 1825 bis 1828 das Gymnasium in Speyer, wo er 1828 das Abitur ablegte. Im Sommersemester 1828 begann er mit dem Studium der Theologie an der Universität Erlangen, zum Wintersemester 1828/29 wechselte er zum Studium der Geschichte und Klassischen Philologie. Vom Sommersemester 1829 bis zum Sommersemester 1832 setzte er sein Studium in Heidelberg fort wo er 1832 sein Lehrerexamen ablegte und zum Dr. phil. promoviert wurde. Zwischen 1833 und 1835 reiste er durch Italien und Frankreich. Von 1835 bis 1838 war er Lehrer am Gymnasium in Bergzabern (Vorstand der Lateinschule), von 1838/39 bis 1850 Zweiter Hauptlehrer (d. h. stellvertretender Direktor) der Höheren Bürgerschule, dem heutigen Helmholtz-Gymnasium, in Heidelberg und von 1850 bis 1872 deren Direktor. Enttäuscht über das Scheitern seiner Hoffnungen auf eine Professur oder wenigstens die Aufwertung der Höheren Bürgerschule zu einem achtjährigen Realgymnasium mit Lateinunterricht, trat er 1872 vorzeitig in den Ruhestand, den er in Heidelberg verbrachte und seiner schriftstellerischen Tätigkeit widmete.

## Heirat in eine wohlhabende Familie
„Im Jahr seiner Anstellung an der Höheren Bürgerschule heiratete der 30-jährige die vier Jahre ältere, aus wohlhabender Familie stammende Ida Becher (1804–1888); sie sollte ihm eine Tochter und vier Söhne gebären. Über sie bekam er Zutritt zu den akademischen Kreisen der Stadt. In seinen ‚Heidelberger Erinnerungen‘ (1886) beschreibt Weber das geistige Leben Heidelbergs im Spiegel seiner Bekanntschaften“ mit nahezu allen Gelehrten der Universität von Rang. „Zwei Jahre nach seiner Heirat ließ Weber den imposanten Wohnsitz in der Neuenheimer Landstraße 8 im Stil des modischen Klassizismus errichten. Das Grundstück hatte er vom Altbürgermeister Jakob Wilhelm Speyerer gekauft. Der Junglehrer entrichtete den Kaufpreis in bar, finanziert wurde es von seiner wohlhabenden, früh verwitweten Schwiegermutter Caroline Becher. Sie wohnte bis zu ihrem Tod im Haus ihres Schwiegersohnes.“
Beigesetzt wurde er auf dem alten Friedhof in Heidelberg-Neuenheim, wo das Grab jedoch nicht mehr erhalten ist. Auf dem Heidelberger Bergfriedhof (Abteilung L) existiert noch eine Gedenkstele.
Georg Weber wurde 1828 Mitglied der bald danach aufgelösten Burschenschaft Teutonia Erlangen. Die Burschenschaft Allemannia Heidelberg verlieh ihm aus Anlass des 500-jährigen Universitätsjubiläums und ihres 30-jährigen Stiftungsfestes am 5. Juli 1886 die Ehrenmitgliedschaft. Drei seiner Söhne (Heinrich, 1842–1913; Karl, 1843–1898; Friedrich Percy, 1844–1895) wurden zwischen 1860 und 1862 ebenfalls Mitglieder der Burschenschaft Allemannia in Heidelberg.

## Werk
Georg Weber war ein in der zweiten Hälfte des 19. Jahrhunderts erfolgreicher Geschichtsschreiber; er verstand sich nicht als Wissenschaftler, sondern seinem Beruf als Lehrer entsprechend als Wissensvermittler.
Das Buch mit der weitesten Verbreitung war das Lehrbuch der Weltgeschichte (1. Auflage 1847). Mit diesem Titel wurde er zum Didaktiker der Geschichte in einem weiten pädagogisch-bildnerischen Sinne. Gerade diese Tatsache ist wohl das Typische an Georg Webers Lebenswerk: als Pädagoge mit einer umfassenden geschichtlichen Bildung legt er das Hauptgewicht auf die pädagogisch sinnvolle Wissensvermittlung. Wenn auch sein Hauptwerk, die 15-bändige Allgemeine Weltgeschichte, keinen ausgesprochenen Lehrbuchcharakter mehr hat, so geht der pädagogische Zweck doch aus dem vollständigen Titel hervor: Allgemeine Weltgeschichte unter besonderer Berücksichtigung des Geistes- und Kulturlebens der Völker und mit Benutzung der neueren geschichtlichen Forschungen für die gebildeten Stände bearbeitet. Er benutzt also lediglich die neueren geschichtlichen Forschungen und bearbeitet sie für die gebildeten Stände. Deutlicher kann der pädagogische Auftrag kaum gemacht werden. Er versteht sich nicht als Wissenschaftler und Forscher, sondern als Wissensvermittler. Wie sein etwas jüngerer Zeitgenosse Jacob Burckhardt bezog er, weit über die eigentlichen Fachgrenzen der Geschichtswissenschaften ausgreifend, die Kulturgeschichte mit ein. Dem entspricht, dass er auch eine Geschichte der deutschen Literatur von ihren Anfängen bis zur Gegenwart vorlegte. Adressaten sind nicht Fachhistoriker, sondern allgemein die gebildeten Stände, also Menschen, wie er sie aus seiner Schule entlässt. Abwertende Stimmen betrachteten ihn deshalb als Popularhistoriker. Doch gerade die Professoren der Heidelberger Universität, vor allem Friedrich Christoph Schlosser, selbst Verfasser einer Weltgeschichte in neun Bänden, zollten ihm ihre Anerkennung in Anbetracht seiner enormen publizistischen Leistung. Ein englischer Historiker schrieb über ihn: „Sein Werk ist ohne Zweifel die vollständigste und zusammenfassendste Darbietung der Weltgeschichte, die jemals von einer einzigen Hand verfaßt ist.“ Er war „der Welt meistgelesener Geschichtsschreiber“, wie es in einer Gedenkschrift zu seinem 150. Geburtstag steht. Von den Lehrern der gesamten kultivierten Welt wurden seine Werke benutzt. Großen Auslandserfolg erzielte er dadurch, dass er allzu einseitige Stellungnahmen vermied. So wurden seine Bücher schon zu Lebzeiten in alle europäischen Kultursprachen übersetzt, es erschienen sogar Übersetzungen ins Arabische, Persische, Indische, Japanische und Chinesische. Sein Buch Die Weltgeschichte in übersichtlicher Darstellung erreichte 1935 die 25. Auflage. Seine beiden pädagogischen Werke sollen zu Lebzeiten ihres Verfassers über 100.000 Exemplare erreicht haben. Weber selbst sah seinen Aufstieg aus Not und Armut zu bürgerlicher Wohlsituiertheit und seinen Erfolg als Geschichtsschreiber als geschichtliche Fügung infolge persönlichen Wohlverhaltens und sittlicher Rechtschaffenheit an, wie er in seinen autobiografischen Werken, Jugendeindrücke und Erlebnisse von 1883 und Heidelberger Erinnerungen, erschienen zur 500-Jahr-Feier der Heidelberger Universitäts 1886, demonstrierte.

## Ehrungen
1888 wurde er Ehrenbürger von Heidelberg. Die Stadt Heidelberg benannte nach ihm die Weberstraße in Neuenheim, den Webersbrunnen oberhalb des Haarlaß an der Verlängerung des Philosophenwegs und setzte ihm einen Gedenkstein auf dem Heidelberger Bergfriedhof mit seinem Lebensmotto „Gerecht sein gegen jede aufrichtige Bestrebung ist wahre Humanität“. Sein Geburtsort Bad Bergzabern ehrte ihn noch zu Lebzeiten mit der Errichtung eines Gedenksteins, der anlässlich seines 150. Geburtstags 1958 erneuert wurde, außerdem wurde in Bad Bergzabern eine Straße nach ihm benannt.

## Schriften
- De Gytheo et rebus navalibus Lacedaemoniorum (Über Gytheion und das Seefahrtswesen der Spartaner). Preisschrift und Dissertation Heidelberg 1833.
- Geschichtliche Darstellung des Calvinismus im Verhältnis zum Staat, Heidelberg 1836.
- Germanien in den ersten Jahrhunderten seines geschichtlichen Lebens, Brigl & Lobeck,  Berlin 1863. (Digitalisat).
- Lehrbuch der Weltgeschichte 1846, 2 Bände, Heidelberg 1851, 20. Aufl. 1888.
- Geschichte der deutschen Literatur von ihren Anfängen bis zur Gegenwart, Leipzig 1850, 11. Aufl. 1880.
- Literaturhistorisches Lesebuch, enthaltend Proben aus den bedeutendsten Literaturwerken aller Völker und Zeiten, 3 Bände, 1851 und 1852.
- Weltgeschichte in übersichtlicher Darstellung, Leipzig 1851, 20. Aufl. 1889.
- Geschichte der akatholischen Kirchen und Sekten in Großbritannien, 1845 und 1853, später unter dem Titel:
- Geschichte der Kirchenreformation in Großbritannien (neue Ausg., Leipzig 1856, 2 Bände).
- Das vaterländische Element in der deutschen Schule. Vier Schulreden, 1856.
- Lesebuch zur Geschichte der deutschen Literatur alter und neuer Zeit, Leipzig 1856.
- Allgemeine Weltgeschichte mit besonderer Berücksichtigung des Geistes- und Kulturlebens der Völker und mit Benutzung der neueren geschichtlichen Forschungen für die gebildeten Stände bearbeitet. Leipzig 1857–1880, 15 Bände, 4 Registerbände (in 1 Band); 2. Auflage: 16 Bände, 1 Registerband, Leipzig 1882–1899 (online: Bd. 1, Bd. 2, Bd. 3, Bd. 4, Bd. 5, Bd. 6, Bd. 7, Bd. 8, Bd. 9, Bd. 10, Bd. 11, Bd. 12, Bd. 15).
- mit Heinrich Holtzmann (seinem Schwiegersohn:) Geschichte des  Volkes Israel und der Entstehung des Christenthums, 2 Bände, Leipzig 1867.
- Zur Geschichte des Reformationszeitalters, Leipzig 1874.
- Friedrich Christoph Schlosser, der Historiker. Erinnerungsblätter aus seinem Leben und Wirken, Leipzig 1876.
- Mein Leben und Bildungsgang. Vorwort zum Lehrbuch der Weltgeschichte, Separatdruck Leipzig 1883.
- Jugendeindrücke und Erlebnisse, Leipzig 1883, 1887.
- Heidelberger Erinnerungen, Stuttgart 1886.
- Geschichtsbilder aus verschiedenen Ländern und Zeitaltern, Leipzig 1886.
- Zahlreiche Aufsätze in den Heidelberger Jahrbüchern, Raumers historischem Tagebuch, der Deutschen Revue und in der Allgemeinen Zeitung.